# NGC 6173
NGC 6173 est une vaste galaxie elliptique relativement éloignée et située dans la constellation d'Hercule. Sa vitesse par rapport au fond diffus cosmologique est de 8 817 ± 3 km/s, ce qui correspond à une distance de Hubble de 130,0 ± 9,1 Mpc (∼424 millions d'al). NGC 6173 a été découverte par l'astronome germano-britannique William Herschel en 1787.
NGC 6173 est une galaxie active et selon la base de données Simbad est une galaxie LINER, c'est-à-dire une galaxie dont le noyau présente un spectre d'émission caractérisé par de larges raies d'atomes faiblement ionisés.
À ce jour, quinze de mesures non basées sur le décalage vers le rouge (redshift) donnent une distance de 117,140 ± 21,628 Mpc (∼382 millions d'al), ce qui est à l'intérieur des valeurs de la distance de Hubble. Notons cependant que c'est avec la valeur moyenne des mesures indépendantes, lorsqu'elles existent, que la base de données NASA/IPAC calcule le diamètre d'une galaxie et qu'en conséquence le diamètre de cette galaxie pourrait être d'environ 80,3 kpc (∼262 000 al) si on utilisait la distance de Hubble pour le calculer.
Selon Abraham Mahtessian, NGC 6146 et NGC 6173 forment une paire de galaxies.

## Supernova
La supernova SN 2007bj a été découverte dans NGC 6173 le 20 avril 2007 par les astronomes amateurs américain Tim Puckett et canadien Jack Newton ainsi que par R.Gorelli. Cette supernova était de type Ia.